# Franz Mertz
Franz Mertz (* 1897 in Köln; † Januar 1966 in Frankfurt am Main) war ein deutscher Kunstmaler, Bühnenbildner und Bühnenarchitekt. Bekannt sind vor allem seine Arbeiten in den 1950er Jahren für Gustav Rudolf Sellner in Darmstadt. Sein Bühnenaufbau integrierte die neuen Richtungen von Malerei, Plastik und Architektur.

## Wirken
Nach seinem Studium an der Kunstakademie Düsseldorf war Mertz ab 1924 am Düsseldorfer Schauspielhaus bei Luise Dumont und Gustav Lindemann tätig. 1930 erstellte er das Bühnenbild für Kokoschkas Mache die Tür zu, es zieht, in dem die erste Schwebeform, das spezifische Element des später so genannten „Darmstädter Stils“ entstand. Diesen Darmstädter Stil entwickelte er nach seinem Wechsel nach Darmstadt 1951 mit Sellner, den Dramaturgen Egon Vietta und Claus Bremer, sowie dem Bühnenbildner Michael Raffaeli. Aus der Zusammenarbeit mit ihnen entstanden im Landestheater Darmstadt Inszenierungen wie Sophokles’ Tragödie König Ödipus und Büchners Woyzeck. In diesem Inszenierungen nutze Mertz die schräg nach hinten aufsteigenden Raumteile um eine Tiefenwirkung zu erzielen. Nach acht Jahren verließ er das Landestheater Darmstadt und wechselte ans Frankfurter Schauspielhaus. Zu seinen bühenprägenden Hinterlassenschaften gehört auch die von ihm zusammen mit dem Regisseur Heinrich Koch entwickelte Einheitsbühne, der sogenannten Koch-Platte.
Als Bühnenbildner hatte er Exklusivverträge u. a. mit den Ruhrfestspielen Recklinghausen, dem Schillertheater Berlin, dem Bayerischen Staatsschauspiel München und den Städtischen Bühnen Frankfurt. Außerdem schuf er Ausstattungen für Fernsehinszenierungen, u. a. des Bayerischen Rundfunks und Fernsehens (1955, Die Kluge). 
Mertz war seit 1957 Mitglied der „Darmstädter Sezession“.
Im Januar 1966 erlag der 69-jährige Mertz in Frankfurt den Verletzungen, die er drei Tage zuvor bei einem Verkehrsunfall erlitt. Die Fotografin Vera Mercer ist seine Tochter.
Sein künstlerischer Nachlass liegt in der Theaterwissenschaftlichen Sammlung der Universität zu Köln.

## Filmografie
- 1956: Iphigenie auf Tauris (Regie: Gustav Rudolf Sellner)
- 1957: Abu Kasems Pantoffeln (Regie: Gustav Rudolf Sellner)
- 1959: Der Herr Ornifle (Regie: Raoul Wolfgang Schnell)